# 모경종
모경종(牟炅鍾, 1989년 8월 10일~)은 대한민국의 공무원 출신 정치인이며, 제22대 국회의원이다.
이재명 더불어민주당 당대표 비서실 차장을 지냈다. 대한민국 제22대 국회의원 선거에서 인천 서구 병 지역구에 더불어민주당 후보자로 출마, 당선되었다.

## 학력
동복초등학교 졸업를 했으며, 조선대학교 부속중학교 졸업했다. 상산고등학교를 졸업하고 연세대학교 문과대학 독어독문학 학사를 수료했다. 동 대학에서 행정대학원 행정학 석사과정을 수료했다.

## 경력
경기도청 청년비서관으로 채용되었다. 이후 2022년 대한민국 재보궐선거에서 계양구 을 선거구에서 이재명이 당선된 이후 의원실 비서관으로 채용되었다. 2024년 제22대 총선 전에는 당대표비서실 차장을 맡았다. 2024년 2월 인천광역시 서구 병 선거구에 더불어민주당 후보로 출마를 선언했으며, 신동근 후보를 상대로 경선에서 승리해 후보로 확정되었으며, 당선되었다.

## 의정 활동
2024년부터 5월부터 10월까지 더불어민주당 원내부대표를 맡았으며, 10월부터 전국청년위원장을 맡고 있다. 2024년 11월 더불어민주당 이재명 대표 국민소통특보단 청년특보로 임명되었다.

### 위원회
- 2024년 6월~: 제22대 국회 전반기 행정안전위원회 위원
- 2024년 8월~2025년 7월: 제22대 국회 전반기 국회운영위원회 위원
- 2025년 3월~: 제22대 국회 연금개혁 특별위원회 위원

## 역대 선거 결과
| 실시년도 | 선거   | 대수 | 직책     | 선거구       | 정당         | 득표수   | 득표율          | 순위 | 당락 | 비고 |
| -------- | ------ | ---- | -------- | ------------ | ------------ | -------- | --------------- | ---- | ---- | ---- |
| 2024년   | 총선   | 22대 | 국회의원 | 인천 서구 병 | 더불어민주당 | 65,033표 | \| \| 57.52% \| | 1위  |      | 초선 |
|          | 57.52% |      |          |              |              |          |                 |      |      |      |

## 소속 정당
| 소속 정당 | 소속 정당    | 소속 기간 | 비고      |
| --------- | ------------ | --------- | --------- |
|           | 더불어민주당 | 2021~현재 | 정계 입문 |

## 같이 보기
- 서구 병
- 인천 서구의 국회의원